# Riddim Addict 2011
Riddim Addict 2011 è un album di Babaman uscito il 16 luglio 2011.
L'album è composto da 13 brani mixati da Zed presso il Chemical Studio di Nuoro. L'album è interamente cantato su riddim giamaicani.

## Tracce
1. Intro
2. Sono il raggasonico
3. Pum pum
4. Ready fi dem (feat. Bobo Sind)
5. Bunga bunga presidente
6. Chatty bwoy dem
7. Yah light
8. Jah Jah love
9. La mia onda
10. First love
11. Assai pesante
12. Joka smoka
13. Tired